# Equip d'emergència

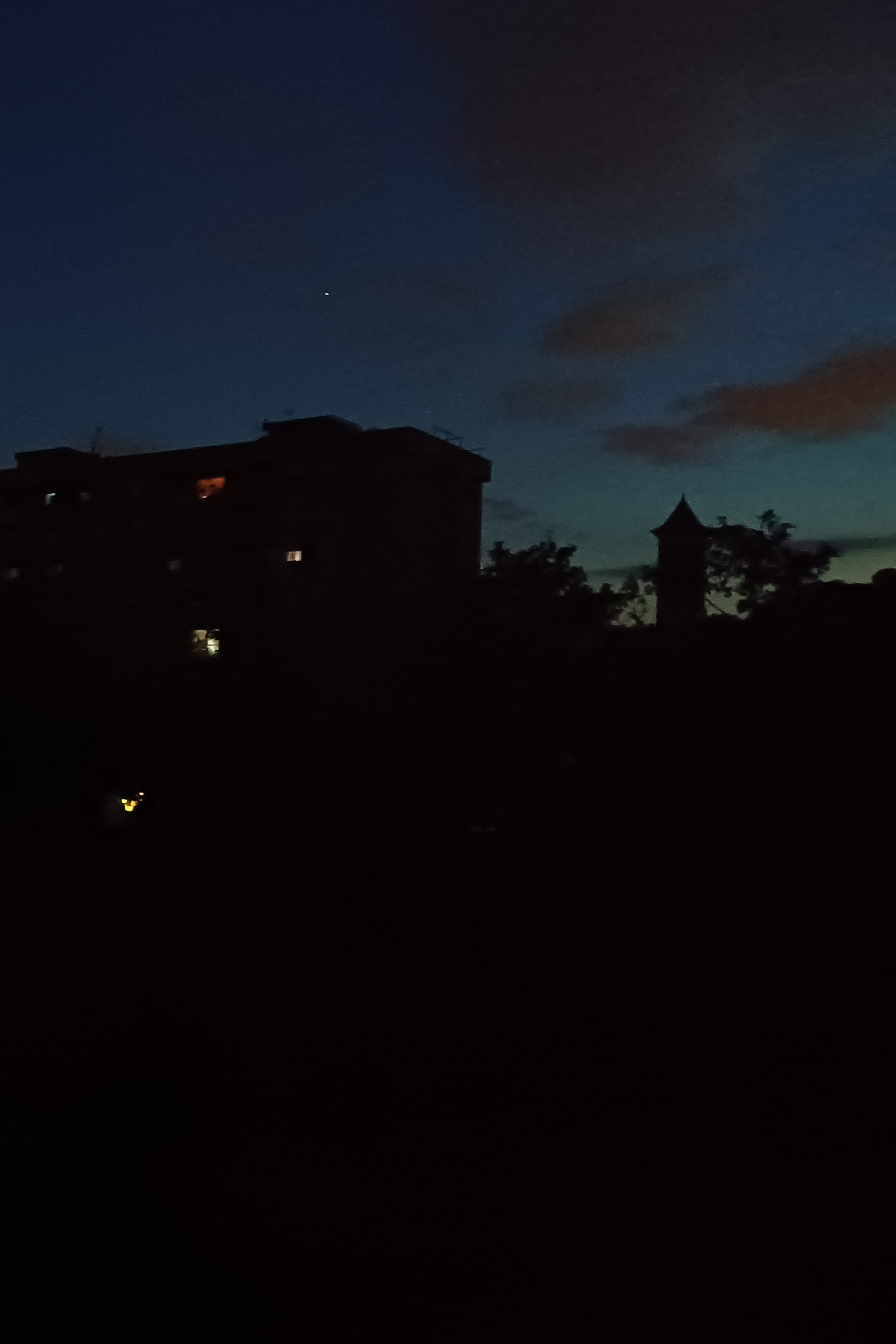
Barcelona a les fosques. Apagada elèctrica del 2025.

Un equip d'emergència (en anglès: Blackout Kit) és un conjunt d’elements preparats per afrontar les necessitats bàsiques durant una emergència temporal, generalment en entorns urbans o domèstics, amb la finalitat d’assegurar l’autosuficiència i la seguretat durant almenys 72 hores. El període de 72 hores és considerat crític perquè habitualment és el temps necessari per restablir els serveis essencials o rebre ajuda. Aquest equip es considera una part o una modalitat específica dins d’un equip de supervivència, que fa referència a un conjunt més ampli de recursos i materials destinats a la supervivència bàsica en entorns extrems o remots, sovint durant períodes indeterminats.
Els equips d'emergència contenen materials essencials per garantir la il·luminació, la comunicació, l'alimentació, l'aigua potable i els primers auxilis. Habitualment inclouen llanternes LED o a piles, ràdios d’emergència, bateries externes, aliments no peribles, aigua, mantes tèrmiques i eines bàsiques. El contingut mínim recomanat per garantir l’autonomia durant unes hores o fins a tres dies inclou també medicació, farmaciola de primers auxilis, documentació personal, diners en efectiu, targeta de crèdit i roba d’abric i de recanvi. Alguns models avançats incorporen generadors solars o filtres d’aigua. En cas d’evacuació, es poden afegir estris d’higiene, claus, pòlisses i una llista de contactes.
L'equip ha de guardar-se en un lloc accessible i conegut per tota la família, i revisar-se regularment per adaptar-lo segons les necessitats del nucli familiar i els riscos de la zona. Es recomana disposar d’una motxilla d’emergència preparada per portar a sobre en cas d’evacuació, així com un equip a casa que permeti sobreviure de manera autònoma durant uns dies.
La pràctica de disposar d’aquests equips està estesa en països com els Estats Units, Suïssa, el Japó, països nòrdics i altres regions amb cultura de prevenció. A Espanya, l’interès pels equips d'emergència va créixer especialment després d’episodis com l’apagada elèctrica massiva de 2025. Protecció Civil de la Generalitat de Catalunya va recomanar disposar d’un equip bàsic com a mesura preventiva per fer front a situacions d’emergència com apagades, incendis, inundacions, nevades o terratrèmols. Aquest conjunt pretén contribuir a la preparació ciutadana i minimitzar els riscos associats a la possible pèrdua de serveis bàsics com l’electricitat, l’aigua o el gas.
A escala europea, la Unió Europea promou que la població disposi de subministraments essencials per a 72 hores com a part dels plans de preparació davant crisis, incloent simulacres escolars i accions de conscienciació. Aquesta estratègia europea té com a objectiu afavorir la seguretat i la resiliència de la població, evitant el pànic i fomentant la conscienciació. Tot i la seva recomanació oficial, les autoritats espanyoles han considerat aquestes mesures com a preventives i no com a preparatius per a un conflicte imminent.